# Donje Ramnjane
Ramjan en albanais et Donje Ramnjane en serbe latin (en serbe cyrillique : Доње Рамњане) est une localité du Kosovo située dans la commune/municipalité de Viti/Vitina, district de Gjilan/Gnjilane (Kosovo) ou district de Kosovo-Pomoravlje (Serbie). Selon le recensement kosovar de 2011, elle compte 895 habitants, tous albanais.

## Démographie

### Évolution historique de la population dans la localité
| 1948 | 1953 | 1961 | 1971 | 1981 | 1991 | 2011 |
| ---- | ---- | ---- | ---- | ---- | ---- | ---- |
| 467  | 395  | 483  | 595  | 732  | 839  | 895  |

|  |